# Séilenerbaach
Le ruisseau de Sélange (Séilenerbaach en luxembourgeois) est un ruisseau de la commune belge de Messancy en province de Luxembourg, affluent de la Messancy faisant partie du bassin versant de la Meuse.
Il prend sa source dans la section de Sélange au Holzstrooss, à proximité de la frontière belgo-luxembourgeoise, à 200 mètres de la borne LB47 et à 360 mètres d'altitude. Il coule à l'ouest à travers les champs jusqu'à hauteur de la ligne 167 Arlon-Athus.
Il suit ensuite la voie sur environ un kilomètre avant de se jeter dans la Messancy vers la rue du Dolberg.